# Benedetto Fontanini

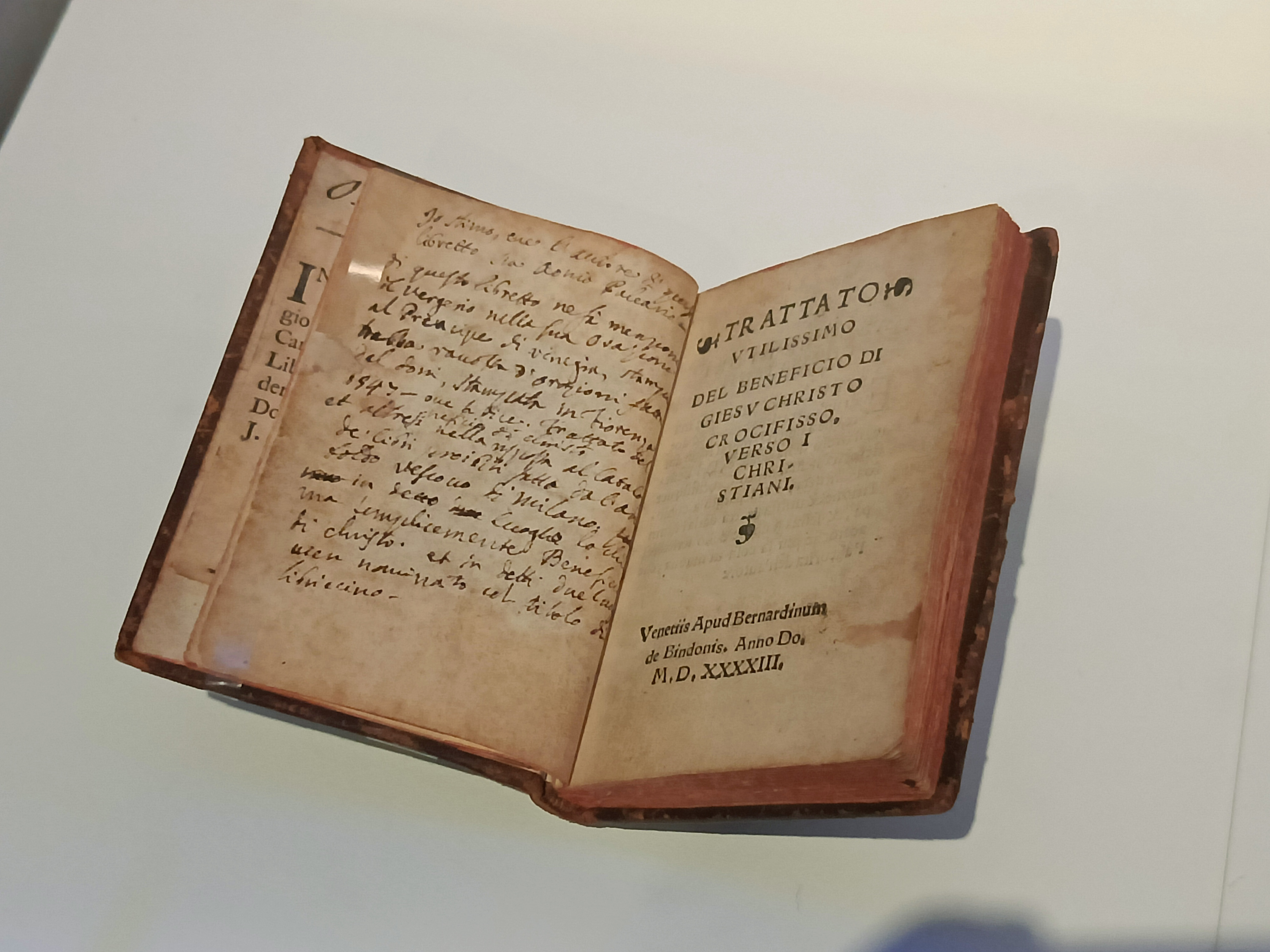

Benedetto Fontanini (Mantova, 1495 – Mantova, 1556) è stato un religioso italiano autore del Beneficio di Cristo, un testo religioso che ebbe una grande risonanza in tutta l'Europa del XVI secolo.

## Biografia
Il Fontanini entrò nel monastero mantovano di San Benedetto di Polirone il 16 febbraio 1511. Studiò sotto l'insegnamento di Gregorio Cortese ed ebbe per compagni personaggi che si renderanno noti per l'impegno culturale e religioso, come i fratelli Folengo - il poeta Teofilo e Giovanni Battista, il cui Commento ai Salmi verrà messo all'Indice dei libri proibiti - Isidoro Clario, che prese parte al Concilio di Trento, suscitando polemiche per le sue tesi eterodosse, e Francesco Negri, passato al protestantesimo e autore di un libro molto famoso all'epoca, la Tragedia del libero arbitrio.
Passato intorno al 1534 al convento veneziano di San Giorgio Maggiore, del quale era abate il suo maestro Cortese, frequentò nella città lagunare l'umanista Marcantonio Flaminio, futuro revisore del libro di Benedetto.
Nel 1537 fu trasferito nel monastero di San Nicolò l'Arena, presso Catania; si ritiene che durante il viaggio si sia fermato a Napoli, nel convento dei Santi Severino e Sossi, avendo così la possibilità di conoscere Juan de Valdés e frequentare il gruppo di intellettuali che si riuniva nella casa del teologo spagnolo.
Nel convento siciliano iniziò e concluse la stesura del suo Beneficio di Cristo, un testo che influenzò immediatamente il monaco Giorgio Rioli, detto il Siculo, il quale deve avere avuto modo di leggere e forse discutere con lui i temi lì trattati, che riprenderà in parte e sosterrà fino alla sua tragica fine.
Il terremoto del 1542 lesionò il convento e costrinse i monaci di San Niccolò a trasferirsi a Catania; Benedetto però non li seguì. Fu rettore dell'abbazia di Santa Maria a Pomposa dal 1544 al 1546, poi forse tornò nel suo vecchio convento di San Benedetto. Inquisito per eresia nel 1548, venne incarcerato nel monastero padovano di Santa Giustina ma il privilegio di cui godeva l'Ordine benedettino, cui era riservato il giudizio sui propri monaci, lo salvò dai rigori dell'Inquisizione. Tornato nel convento di San Benedetto, di lui non si hanno più notizie dopo il 1555.

### IlBeneficio di Cristo
Questo libro venne pubblicato per la prima volta Venezia nel 1543, la prima stesura fu opera di Benedetto Fontanini da Mantova poi quella definitiva fu di Flaminio un illustre letterato legato agli ambienti di importanti cardinali sensibili alle esigenze di rinnovamento religioso (gli "spirituali") come Reginald Pole, presso la cui casa a Orvieto ha risieduto insieme a Morone e lì venne stampato. Quest'opera può essere considerata una sorta di manifesto della forma più matura della riforma italiana, non ci sono polemiche in chiave anti-romana o anti-papale, si cerca solo di dare risposta alle nuove esigenze religiose e un indirizzo per evitare altre fratture nella Chiesa. Propone un messaggio di liberazione, di salvezza e di grazie che riscatta dal timore di Dio, visto non più come vendicativo ma dolce che con la predestinazione ci rende eletti alla vita eterna.